# ドロスピレノン
ドロスピレノン（drospirenone）はプロゲスチン薬であり、経口避妊薬や更年期ホルモン療法などに使用されている。また、商品名「Slynd」として、エストロゲンとの配合剤で商品名「Yasmin」などとして、日本では商品名「ヤーズ」「ヤーズフレックス」として利用可能である（後述）。経口投与される。
一般的な副作用としては、にきび、頭痛、乳房圧痛、体重増加、月経変化などがある。ドロスピレノンはプロゲスチン、または合成化合物の一種で、プロゲストーゲンのアゴニストであり、プロゲステロンのようなプロゲストーゲンの生物学的標的であるプロゲステロン受容体のアゴニストである。それは追加の抗ミネラルコルチコイドと抗アンドロゲン活性を持ち、他の重要なホルモン活性はない。その抗ミネラルコルチコイド活性と、望ましくないオフターゲット活性がないため、ドロスピレノンは、他のプロゲスチンよりもプロゲステロンのバイオアイデンティカル・ホルモン補充療法に近いと言われている。
ドロスピレノンは1976年に特許を取得し、2000年に医療用として導入された。世界中で広く利用されている。この薬は「第四世代」黄体ホルモンと呼ばれることもある。後発医薬品もある。

## 医療分野での使用
ドロスピレノン（DRSP）は、それ自体は黄体ホルモンのみの避妊薬として、エストロゲン・エチニルエストラジオール（EE）との併用、葉酸（ビタミンB9）の補充の有無にかかわらず併用避妊薬として、またエストロゲン・エストラジオール（E2）との併用で更年期ホルモン療法に使用されている。低用量エチニルエストラジオール配合の経口避妊薬としては、中等度のニキビ、月経前症候群（PMS）、月経前障害（PMDD）、月経困難症（月経痛）の治療にも適応がある。更年期ホルモン療法における使用では、E2/DRSPは、中等度から重度の血管運動症状（ほてり）、膣萎縮、および閉経後の骨粗鬆症の治療に特別に承認されている。本剤形のドロスピレノン成分は、エストロゲン誘発性子宮内膜肥大症を予防するために特別に含まれている。ドロスピレノンはまた、トランスジェンダー女性に対するホルモン療法の成分としてエストロゲンとの組み合わせでも使用されている。
研究では、EE/DRSPがプラセボよりも月経前の情緒的・身体的症状を軽減すると同時に、生活の質を改善することが明らかにされている。 E2/DRSPは、骨ミネラル密度を増加させ、閉経後の女性における骨折の発生を減少させることが明らかにされている。さらに、E2/DRSPはコレステロールやトリグリセリドレベルに好ましい影響を与え、高血圧の女性の血圧を低下させる。抗ミネラルコルチコイド活性により、ドロスピレノンは、エストロゲン誘発性の塩分と水分の保持に対抗し、体重を維持またはわずかに減少させる。

### 製剤
ドロスピレノンは、日本では、エチニルエストラジオールと配合した以下の製剤が入手可能で、いずれもバイエル薬品から販売されている。
- エチニルエストラジオール20μgとドロスピレノン3mg 24錠、偽薬4錠のシート（ヤーズ配合錠）- 月経困難症治療剤
- エチニルエストラジオール20μgとドロスピレノン3mg 28錠のシート（ヤーズフレックス配合錠） - 子宮内膜症に伴う疼痛改善剤・月経困難症治療剤

海外では、以下の剤形、ブランド名、適応症で入手可能である：
- ドロスピレノン4mg (Slynd) - 黄体ホルモンのみの経口避妊薬[16]。
- エチニルエストラジオール30μgとドロスピレノン3mg (Yasmin, Jasmine, Yarina, Ocella, Syeda, Zarah) – 経口避妊薬配合剤[34][35]。
- エチニルエストラジオール30μg、ドロスピレノン3mg、レボメフォレートカルシウム0.451mg (Beyaz, Safyral) - ビタミンB9補給との複合避妊ピル、にきび、PMS[36][37]。
- エチニルエストラジオール20μgとドロスピレノン3mg (Yaz, Yasminelle, Gianvi, Vestura, Loryna) – 経口避妊薬配合剤、ニキビ、PMS、PMDD、月経困難症[38][17]。
- エストラジオール0.5又は1mg、ドロスピレノン0.25又は0.5mg (Angeliq) - 更年期ホルモン療法（更年期症候群、閉経後骨粗鬆症）[19]。

## 禁忌
ドロスピレノンの禁忌には、腎障害または慢性腎臓病、副腎機能不全、子宮頸がんまたはその他の黄体ホルモン感受性がんの存在または既往歴、良性または悪性の肝腫瘍または肝機能障害、未診断の異常子宮出血、および高カリウム血症（カリウム値が高い）が含まれる。腎障害、肝障害および副腎不全は、ドロスピレノンへの曝露を増加させ、および／またはドロスピレノンによる高カリウム血症のリスクを高めるため、禁忌とされている。

## 副作用
ドロスピレノン単独の副作用として、1％以上の女性に発生したのは、予定外の月経出血（画期的または周期内出血）（40.3～64.4％）、にきび（3.8％）、子宮内出血（2.8％）、頭痛（2.7%）、乳房痛（2.2%）、体重増加（1.9%）、月経困難症（1.9%）、吐き気（1.8%）、膣出血（1.7%）、性欲減退（1.3%）、乳房圧痛（1.2%）、および月経不順（1.2%）。

### 高カリウム血症
ドロスピレノンは、カリウムを保持する特性を持つ抗ミネラルコルチコイドであるが、ほとんどの場合、カリウム値の上昇は期待できない。軽度または中等度の慢性腎疾患を有する女性、または他のカリウム寛容薬（ACE阻害薬、アンジオテンシンII受容体拮抗薬、カリウム寛容利尿薬、ヘパリン、抗ミネロコルチコイド薬、または非ステロイド性抗炎症薬）を慢性的に毎日服用していて併用する場合は、高カリウム血症の検査のために、使用開始2週間後にカリウム値をチェックすべきである。ドロスピレノン単独4mg/日投与の臨床試験では、約1,000人の女性のうち2人（0.2%）に中止を要する持続性高カリウム血症が発生した。

### 血栓
エチニルエストラジオールと黄体ホルモンを含む避妊薬は、深部静脈血栓症（DVT）および肺塞栓症（PE）を含む静脈血栓塞栓症（VTE）のリスクの増加と関連している。発生率は、避妊薬を服用していない女性と比較して平均で約4倍である。エチニルエストラジオールを含む経口避妊薬を服用した場合のVTEの絶対リスクは、経口避妊薬を服用していない女性の年間10,000人中1～5人と比較して、年間10,000人中3～10人の女性のうち3～10人の範囲と小さい。妊娠中のVTEのリスクは年間10,000人に5～20人、産後のVTEのリスクは年間10,000人に40～65人である。エチニルエストラジオールを含む避妊薬とは対照的に、プロゲスチンのみの避妊薬も、経皮吸収型エストラジオールと経口プロゲスチンの併用も、更年期ホルモン療法におけるVTEのリスク増加とは関連していない。
エチニルエストラジオールを含む避妊薬に含まれるプロゲスチンの種類によって、VTEのリスクが異なることが知られている。デソゲストレル、ゲストデン、ドロスピレノン、酢酸シプロテロンなどのプロゲスチンを含む避妊薬は、レボノルゲストレルを含む避妊薬と比較して、レボノルゲストレルを含む避妊薬のVTEのリスクが2～3倍であることが、レトロスペクティブコホート研究および入れ子になったケースコントロール観察研究で明らかにされている。しかしながら、この分野の研究は議論の余地があり、これらの研究では交絡因子が存在している可能性がある。他の観察研究、具体的にはプロスペクティブコホート研究とケースコントロール研究では、ドロスピレノンを含む避妊薬とレボノルゲストレルを含む避妊薬の間を含め、異なるプロゲスチン間でリスクに差がないことが明らかにされている[8][45][48][49] この種の観察研究には、交絡因子をよりよくコントロールできるなど、前述のタイプの研究に比べて一定の利点がある。2010年代半ばから後半にかけて行われたすべてのデータの系統的レビューおよびメタアナリシスでは、酢酸シプロテロン、デソゲストレル、ドロスピレノン、またはゲストデンを含む経口避妊薬は、レボノルゲストレルを含む経口避妊薬と比較して約1.3～2.0倍のVTEのリスクと関連していることが明らかになった。

### 乳がん
ドロスピレノンは、前臨床研究において、他の特定のプロゲスチンと同様に乳がん細胞の増殖と遊走を刺激することが明らかにされている。しかし、他の特定のプロゲスチン、例えば酢酸メドロキシプロゲステロンのようなプロゲスチンよりもこの作用が弱いことを示唆する証拠もある。 エストラジオールとドロスピレノンの併用は、閉経後の女性において、乳がんのリスク因子として確立されている乳房密度を増加させることが明らかにされている。
ドロスピレノンのような新しいプロゲスチンを使用している女性の乳がんリスクに関するデータは現在のところ不足している。プロゲスチンのみの避妊は一般的に乳がんリスクの上昇とは関連していない。逆に、エストロゲンとプロゲスチンを併用した避妊と更年期ホルモン療法の併用は乳がんリスクの上昇と関連している。

## 過剰摂取
ドロスピレノンの過量投与による重篤な副作用の報告はない。 過量投与時には、悪心、嘔吐、膣出血等の症状が現れることがある。 ドロスピレノンの過量投与には解毒剤はなく、過量投与の治療は症状に応じて行うべきである。ドロスピレノンは抗ミネラルコルチコイド活性を有するので、カリウム及びナトリウムの濃度を測定し、代謝性アシドーシスの徴候をモニターする。

## 相互作用
チトクロームP450であるCYP3A4の阻害剤および誘導剤は、ドロスピレノンの血中濃度および有効性に影響を及ぼす可能性がある。強力な CYP3A4 阻害剤であるケトコナゾール 200 mg を1日2回、10日間投与すると、ドロスピレノンへの曝露量が中等度の 2.0～2.7 倍に増加することが判明している。ドロスピレノンは、オメプラゾール（CYP2C19 経由で代謝される）、シンバスタチン（CYP3A4 経由で代謝される）、またはミダゾラム（CYP3A4 経由で代謝される）の代謝に影響を与えないようであり、これらの経路を介して代謝される他の薬剤の代謝に影響を与えない可能性が高い。ドロスピレノンは、ACE阻害薬、アンジオテンシンII受容体拮抗薬、カリウム保存利尿薬、カリウムサプリメント、ヘパリン、抗ミネラルコルチコイド薬、非ステロイド性抗炎症薬などのカリウム保持薬と相互作用して、カリウム濃度をさらに上昇させる可能性がある。これは、高カリウム血症（カリウム濃度が高い）のリスクを高める可能性がある。